# Старая ратуша (Потсдам)
Старая ратуша в Потсдаме — один из символов столицы Бранденбурга. Здание в историческом центре Потсдама на Старой Рыночной площади в непосредственной близости от Городского дворца было построено в 1753—1755 годах при Фридрихе Великом по проекту архитекторов Боумана и Хильдебрандта в стиле палладианского классицизма. Позднее в здании ратуши размещалась тюрьма.
Строгий фасад Старой ратуши украшен коринфскими колоннами, а на куполе установлена позолоченная статуя Атланта, держащего на плечах небосвод, некогда украшавшая купол Городского дворца. В 1966 году здание Старой ратуши было соединено переходом с домом Кнобельсдорфа, образовав единый комплекс, где в настоящее время разместились театр, две галереи, кафе и рестораны.

## Примечания

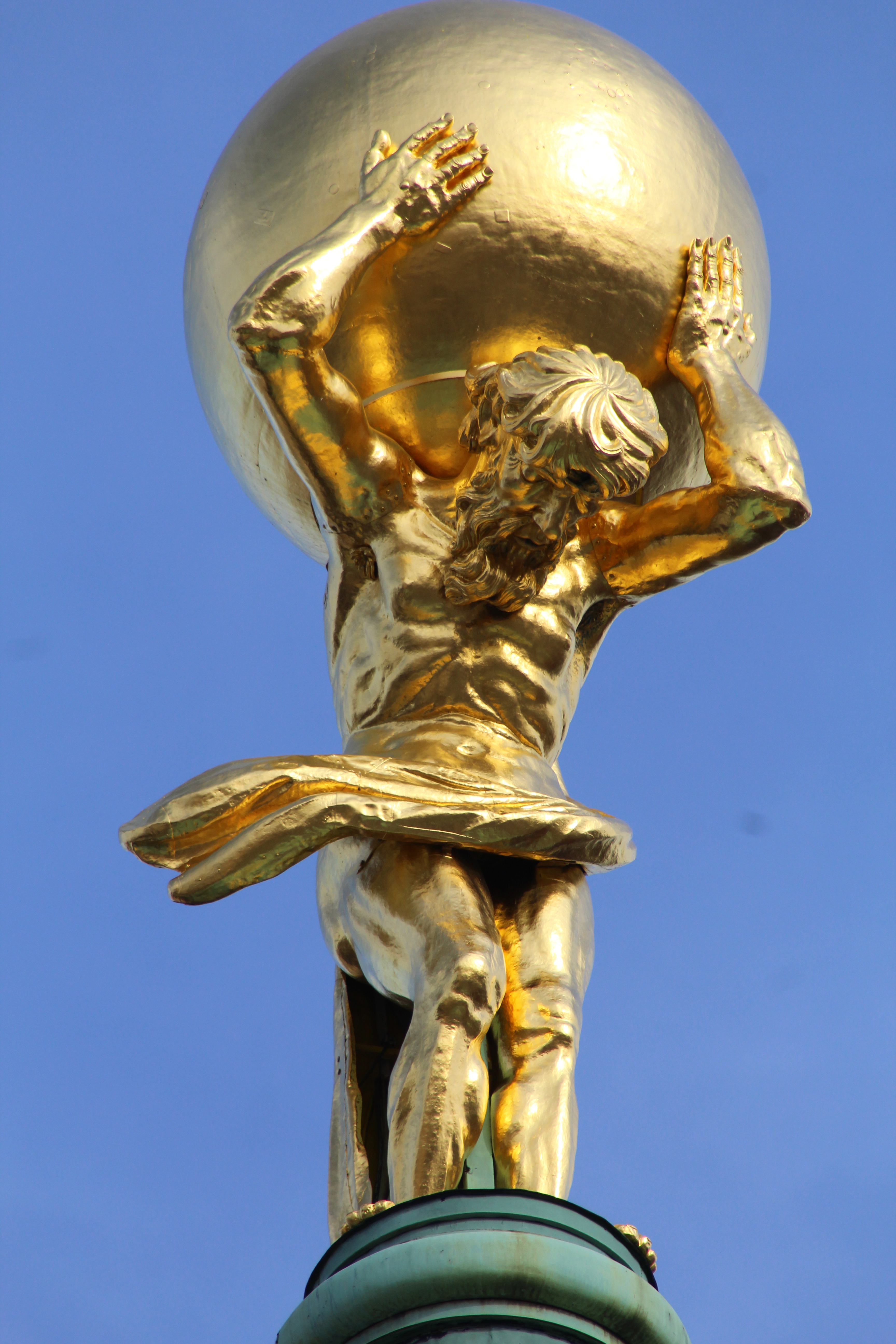
Новый позолоченный Атлант